# Coupe du Kazakhstan de football 2003
Navigation
Édition précédente Édition suivante
La Coupe du Kazakhstan 2003 est la 12e édition de la Coupe du Kazakhstan depuis l'indépendance du pays. Elle prend place du 3 avril au 11 novembre 2003.
Un total de 39 équipes prennent part à la compétition, toutes issues des deux premières divisions nationales kazakhes pour la saison 2003.
La compétition est remportée par le Kaïrat Almaty qui l'emporte face au Tobol Kostanaï à l'issue de la finale et gagne sa cinquième coupe nationale. Ce succès aurait dû permettre au club de se qualifier pour le premier tour de qualification de la Coupe UEFA 2004-2005, mais aucun club kazakh n'est finalement autorisé à participer aux compétitions européennes en raison du manque de stade homologués.

## Tour préliminaire
Les rencontres de ce tour sont jouées entre le 3 et le 7 avril 2003 et concerne exclusivement les équipes de la deuxième division.
| Date         | Club                             | Score         | Club                           |
| ------------ | -------------------------------- | ------------- | ------------------------------ |
| 3 avril 2003 | Chakhtior-Iounost Karagandy (D2) | 1 - 0 ap      | (D2) Ush-Konyr Chamalgan       |
| 3 avril 2003 | Torgaï Arkalyk (D2)              | 1 - 0         | (D2) Kaspiy Aqtaw              |
| 4 avril 2003 | Kaysar-2 Kyzylorda (D2)          | 0 - 1         | (D2) Gorniak Khromtaou         |
| 6 avril 2003 | Jastar Astana (D2)               | 1 - 0         | (D2) Iesil-Bogatyr-2 Petropavl |
| 6 avril 2003 | FK Aktobe-Jas (D2)               | 4 - 0         | (D2) Batys-Plus Oural          |
| 6 avril 2003 | Ielimaï-2 Semeï (D2)             | 0 - 1         | (D2) Khimik Stepnogorsk        |
| 7 avril 2003 | Batyr Ekibastouz (D2)            | 3 - 0 Forfait | (D2) Irtych-2 Pavlodar         |

1. ↑  La rencontre s'achève initialement sur une victoire 3-1 de l'Irtych-2 Pavlodar. Le club est cependant disqualifié par la suite pour avoir aligné un joueur inéligible en cours de match.

## Seizièmes de finale
Les rencontres de ce tour sont jouées le 5 mai 2003. Il voit l'entrée en lice de l'ensemble des clubs de la première division.
| Date       | Club                             | Score                | Club                          |
| ---------- | -------------------------------- | -------------------- | ----------------------------- |
| 5 mai 2003 | Irtych Pavlodar (D1)             | 6 - 0                | (D2) Jastar Astana            |
| 5 mai 2003 | Khimik Stepnogorsk (D2)          | 0 - 1 ap             | (D2) Kaïrat-2 Almaty          |
| 5 mai 2003 | FK Aktobe-Jas (D2)               | 0 - 3                | (D2) Jambyl Taraz             |
| 5 mai 2003 | Tobol Kostanaï (D1)              | 2 - 0                | (D1) Esil Kökşetaw            |
| 5 mai 2003 | Ordabasy Chimkent (D1)           | 2 - 3 ap             | (D1) Jetyssou Taldykourgan    |
| 5 mai 2003 | FK Karabastau (D2)               | 0 - 3 Forfait        | (D1) FK Aktobe-Lento          |
| 5 mai 2003 | Chakhtior-Iounost Karagandy (D2) | 2 - 0                | (D2) Mounaïly Atyraou         |
| 5 mai 2003 | Iesil-Bogatyr Petropavl (D1)     | 2 - 0                | (D2) Tsesna Almaty            |
| 5 mai 2003 | Vostok-2 Öskemen (D2)            | 1 - 1 ap (6 - 5 tab) | (D2) Aksu-Kent Chimkent       |
| 5 mai 2003 | Kaïrat Almaty (D1)               | 2 - 1 ap             | (D1) Vostok Öskemen           |
| 5 mai 2003 | Kostouïny Arys (D2)              | 1 - 6                | (D1) Batys Oural              |
| 5 mai 2003 | Batyr Ekibastouz (D2)            | 0 - 2                | (D1) Kaysar Kyzylorda         |
| 5 mai 2003 | Gorniak Khromtaou (D2)           | 0 - 2                | (D1) Ekibastouzets Ekibastouz |
| 5 mai 2003 | FK Atyraou (D1)                  | 2 - 1                | (D1) Chakhtior Karagandy      |
| 5 mai 2003 | Ielimaï Semeï (D1)               | 6 - 2                | (D2) Torgaï Arkalyk           |
| 5 mai 2003 | FK Taraz (D1)                    | 0 - 1                | (D1) Jenis Astana             |

## Huitièmes de finale
Les rencontres de ce tour sont jouées entre le 4 et le 16 juillet 2003.
| Date            | Club                             | Score                | Club                         |
| --------------- | -------------------------------- | -------------------- | ---------------------------- |
| 4 juillet 2003  | Kaïrat Almaty (D1)               | 4 - 2                | (D2) Vostok-2 Öskemen        |
| 5 juillet 2003  | Kaïrat-2 Almaty (D2)             | 0 - 1 ap             | (D1) Irtych Pavlodar         |
| 5 juillet 2003  | Chakhtior-Iounost Karagandy (D2) | 0 - 1                | (D1) Iesil-Bogatyr Petropavl |
| 5 juillet 2003  | Jetyssou Taldykourgan (D1)       | 1 - 2                | (D1) FK Aktobe-Lento         |
| 5 juillet 2003  | Kaysar Kyzylorda (D1)            | 2 - 1                | (D1) Batys Oural             |
| 5 juillet 2003  | Ekibastouzets Ekibastouz (D1)    | 1 - 1 ap (5 - 4 tab) | (D1) FK Atyraou              |
| 5 juillet 2003  | Jenis Astana (D1)                | 0 - 3 Forfait        | (D1) Ielimaï Semeï           |
| 16 juillet 2003 | Tobol Kostanaï (D1)              | 3 - 0                | (D2) Jambyl Taraz            |

1. ↑  La rencontre s'achève initialement sur une victoire 2-1 du Jenis Astana. Le club est cependant disqualifié par la suite pour avoir aligné un joueur inéligible en cours de match.

## Quarts de finale
Les quarts de finales sont disputés sous la forme de confrontations en deux manches, les matchs aller étant joués le 27 juillet et le 9 août 2003 et les matchs retour entre le 8 et le 15 août.
| Club                         | Score | Club                 | Aller | Retour |
| ---------------------------- | ----- | -------------------- | ----- | ------ |
| Tobol Kostanaï (D1)          | 2 - 1 | (D1) Irtych Pavlodar | 2 - 0 | 0 - 1  |
| Iesil-Bogatyr Petropavl (D1) | 4 - 2 | (D1) FK Aktobe-Lento | 2 - 0 | 2 - 2  |
| Kaysar Kyzylorda (D1)        | 1 - 5 | (D1) Kaïrat Almaty   | 0 - 3 | 1 - 2  |
| Ielimaï Semeï (D1)           | 3 - 1 | (D1) FK Ekibastouz   | 2 - 0 | 1 - 1  |

## Demi-finales
Les demi-finales sont disputées sous la forme de confrontations en deux manches, les matchs aller étant joués le 24 septembre 2003 et les matchs retour le 7 novembre.
| Club                         | Score | Club                | Aller | Retour |
| ---------------------------- | ----- | ------------------- | ----- | ------ |
| Iesil-Bogatyr Petropavl (D1) | 1 - 3 | (D1) Tobol Kostanaï | 1 - 2 | 0 - 1  |
| Ielimaï Semeï (D1)           | 1 - 2 | (D1) Kaïrat Almaty  | 0 - 1 | 1 - 1  |

## Finale
La finale de cette édition oppose le Kaïrat Almaty au Tobol Kostanaï. Le Kaïrat affiche déjà une certaine expérience à ce niveau de la compétition, ayant déjà pris part à quatre finales depuis 1992, toutes remportées. Le Tobol dispute pour sa part sa première finale.
Disputée le 11 novembre 2003 au stade central d'Almaty, la rencontre voit les locaux ouvrir le score juste dès la septième minute sur un penalty d'Arsen Tlekhugov. Le Tobol réagit une dizaine de minutes plus tard lorsqu'Alekseï Kosolapov (en) transforme un nouveau penalty pour remettre les deux équipes à égalité. Le Kaïrat reprend cependant très vite l'avantage en se voyant attribuer un nouveau penalty à la 28e minute, le troisième du match, lui aussi marqué par Tlekhugov. Peu après le début de la deuxième période, les Almatais assurent définitivement leur victoire lorsque Tlekhugov s'offre le but du triplé à la 53e minute. Le score n'évolue plus par la suite et permet au Kaïrat de décrocher son cinquième titre dans la compétition.
| Entraîneur :           |
| Leonid Ostrouchko (ru) |

| Entraîneur :            |
| Vladimir Moukhanov (en) |

| Entraîneur :           |
| Leonid Ostrouchko (ru) |

| Entraîneur :            |
| Vladimir Moukhanov (en) |